# Застава Летонске ССР
Застава Летонске ССР је усвојена 17. јануара 1953. године од стране владе Летонске ССР. Ова застава је била у употреби до 19. фебруара 1990. године, када је замењена данашњом заставом Летоније.
Застава је била црвене боје, а у доњем делу заставе наизменично су се протезале по две беле и тамноплаве таласасте линије, симбол положаја земље на Балтичком мору. У горњем левом углу налазио се златни срп и чекић са петокраком звездом изнад.
Прва застава Летонске ССР била је усвојена 25. августа 1940. године. У горњем левом куту стајао је златни срп и чекић, а изнад њега латинични натпис LPSR (лет. Latvijas Padomju Sociālistiskā Republika).

## Историјске заставе
- 1918–1920
- 1940–1953